# コミンテルン極東局
コミンテルン極東局（コミンテルンきょくとうきょく）もしくはコミンテルン執行委員会極東局 (Дальневосточное бюро ИККИ) とは、極東におけるコミンテルン執行委員会の支局であり、上海に在った。東洋書記局や東洋局とも言われている。1930年7月29日より、前モスクワ中山大学校長のパーベル・ミフが代表を務めており、自身も参与したという野坂参三によれば、他に31年政治テーゼ草案を作成したゲオルギー・サファロフ、ラジョス・マジャール、ヤー・ウォルグが居た。中国共産党におけるミフ派には、陳紹禹（王明）や沈澤民が居た。
李立三コースに反対の立場であったミフ派は、李立三の失脚後に中国共産党の幹部となるものの、李立三に影響された党員と対立してしまう。1931年2月、反ミフ派が除名となり、同年6月、イギリスによりプロフィンテルンのアジア太平洋支部である太平洋労働組合書記局書記のイレール・ヌーランが逮捕されるヌーラン事件が起こると、国民党は非ミフ派を逮捕していき、中国共産党の中央は完全にミフ派となった。
なお、コミンテルンと中国共産党との金銭の受け渡しは主に上海で行われており、上海にあるドイツ商の禪臣洋行が受け渡し機関と目されていた。